# Lutterberg
Lutterberg is een dorp van de gemeente Staufenberg in het landkreis Göttingen in 
Nedersaksen. Lutterberg ligt aan de Uerdinger Linie, in het traditionele Nederduitse gebied. 
Lutterberg ligt tussen Steinberg (Nedersaksen) en Speele.